# Tom McGrath
Thomas "Tom" McGrath, född 1964, är en amerikansk röstskådespelare, animatör, manusförfattare och regissör.

## Filmografi (i urval)
- 1996 – Space Jam (animation)
- 2005 – Madagaskar (regi, manus & röst)
- 2008 – Madagaskar 2 (regi, manus & röst)
- 2008 – Pingvinerna från Madagaskar (TV-serie) (skapare & röst)
- 2012 – Madagaskar 3 (regi & röst)
- 2010 – Megamind (regi)
- 2014 – Herr Peabody & Sherman (röst)
- 2014 – Pingvinerna från Madagaskar (röst)
- 2017 – Baby-bossen (regi)
- 2021 – Baby-bossen 2: Familjeföretaget (regi, manus & röst)